# Una macara ai fornelli - Magie dalla Puglia
Una macara ai fornelli - Magie dalla Puglia è stato un programma televisivo italiano culinario trasmesso su Food Network.

## Il programma
In ogni episodio la chef Daniela Montinaro prepara tre ricette tipiche pugliesi. Per ogni ricetta si avvale dell’aiuto di personaggi del post che sono a conoscenza di ingredienti segreti circa la preparazione dei piatti protagonisti della puntata.
Il programma ha avuto inizio il 18 aprile 2022 e vede come location varie masserie pugliesi.